# Michail Wiktorowitsch Dronow
Michail Wiktorowitsch Dronow (russisch Михаил Викторович Дронов; * 13. Juni 1956 in Moskau) ist ein sowjetisch-russischer Bildhauer.

## Leben
Dronow studierte am Moskauer Surikow-Kunstinstitut (Nachfolger der Moskauer Hochschule für Malerei, Bildhauerei und Architektur) bei Michail Baburin mit Abschluss 1980.
1984 entstanden Dronows erste Bronze-Skulpturen Der Zeitsoldat und An den Straßen Prags. Viele weitere Bronzen folgten. Dronow schuf Skulpturen für die Christ-Erlöser-Kathedrale in Moskau (1994–1999). Auch schuf er die Statuen für die von den Architekten Michail Below und Maxim Alexejewitsch Charitonow projektierte Brunnen-Rotunde Natalja und Alexander auf dem Platz Nikitskije Worota am Boulevardring zur Erinnerung an Alexander Puschkins Hochzeit mit Natalja Gontscharowa, die anlässlich des 200. Geburtstags Puschkins am 6. Juni 1999 eingeweiht wurde.
Besonders bekannt wurde Dronow durch die Skulpturengruppe  Nachtwache mit 22 Bronzefiguren nach Rembrandts Nachtwache, die er mit Alexander Taratynow geschaffen hatte. Die Gruppe wurde zunächst vor dem Paleis Noordeinde in Den Haag aufgestellt und stand dann 2005–2009 und 2012–2020 auf dem Rembrandtplein vor dem Rembrandt-Denkmal  in Amsterdam.
Weitere Beispiele der Kunst Dronows sind im Internet zu finden.
Seit 1983 ist Dronow Mitglied der Union der Künstler der UdSSR/Russlands. 2007 wurde er zum Vollmitglied der Russischen Akademie der Künste gewählt.

## Ehrungen, Preise
- Silbermedaille der Ausstellung der Errungenschaften der Volkswirtschaft der UdSSR (1985)[1]
- Silbermedaille der Russischen Akademie der Künste (1995)[1]
- Goldmedaille der Russischen Akademie der Künste (2006)[1]
- Verdienter Kunstschaffender der Russischen Föderation (2016)[5]

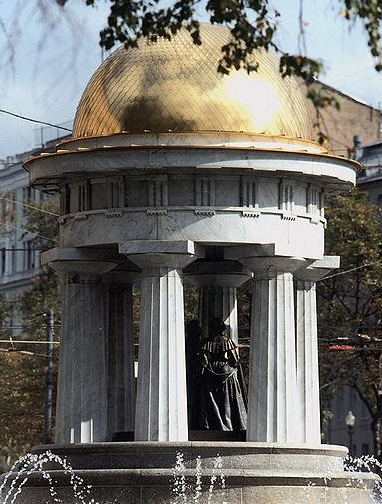
Natalja-und-Alexander-Brunnen
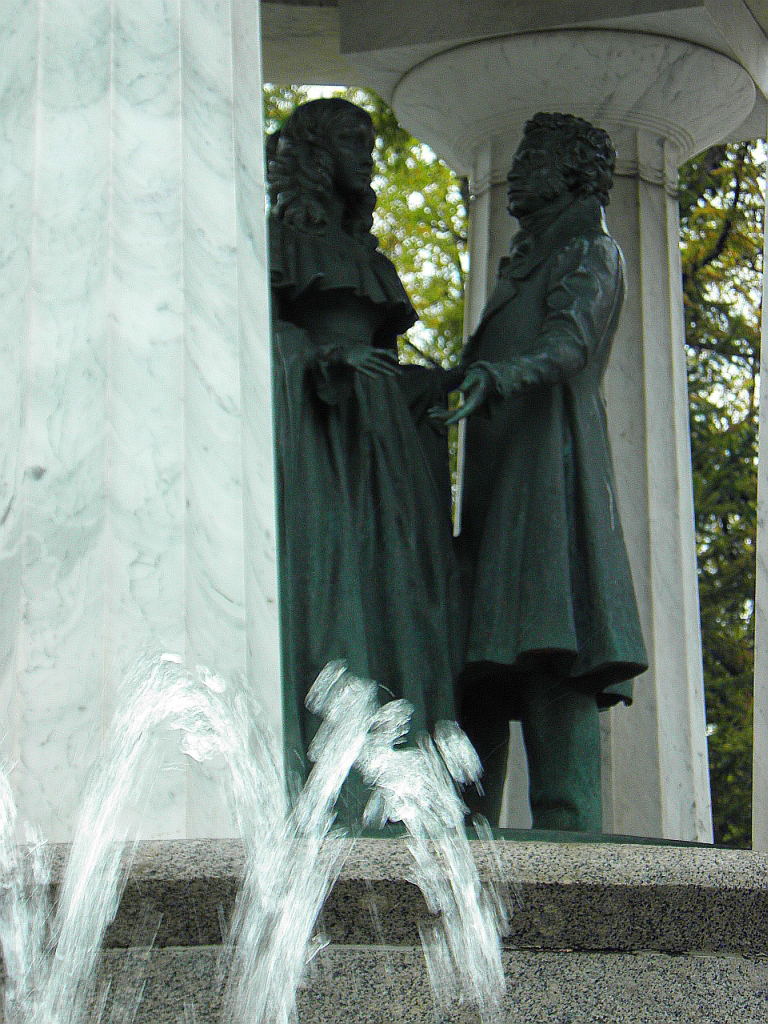
Natalja-und-Alexander-Brunnen
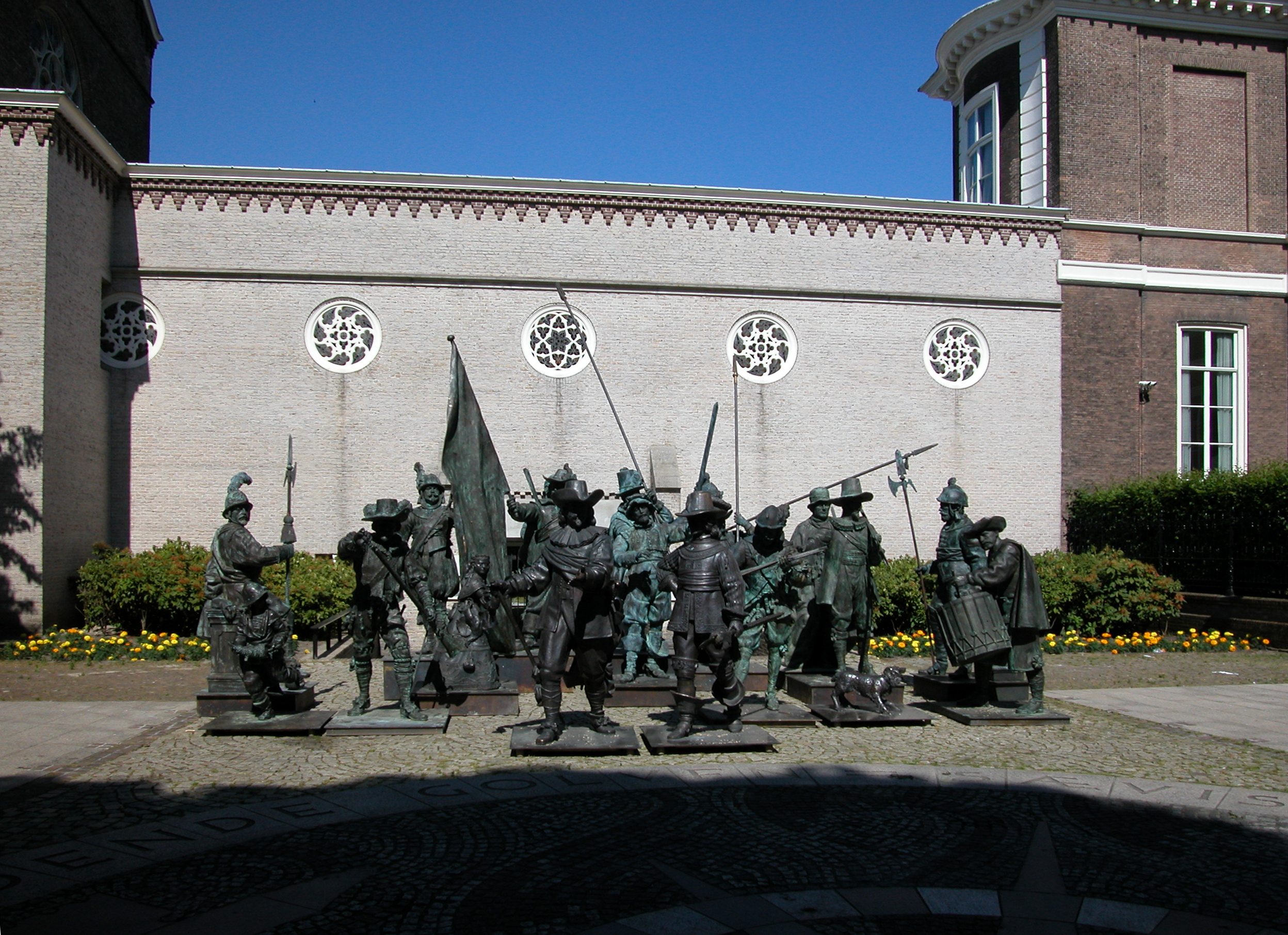
Nachtwache in Den Haag
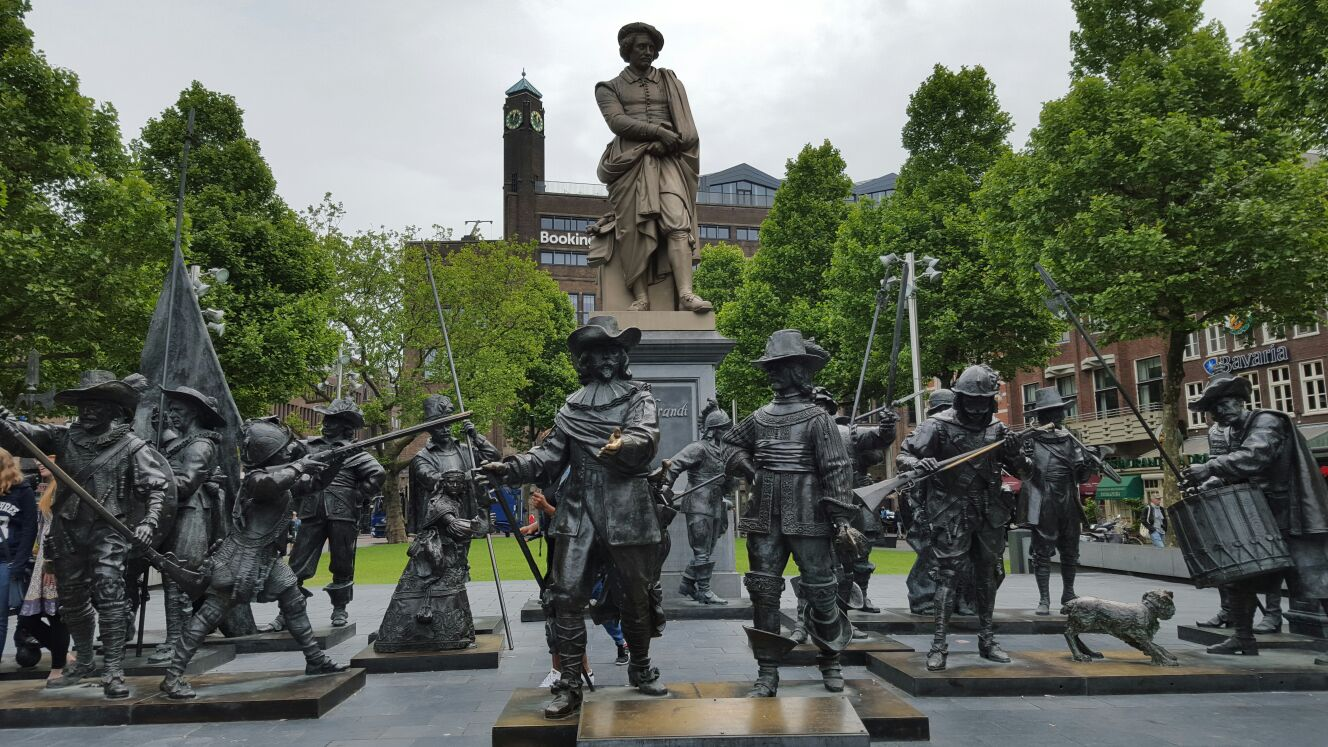
Nachtwache in Amsterdam